# Оксид свинца(II)
Оксид свинца(II), иногда свинцо́вая о́хра — бинарное неорганическое соединение металла свинца и кислорода с формулой PbO, красные, жёлтые или оранжевые кристаллы, плохо растворимые в воде. Получаются при свободном окислении расплавленного свинца на воздухе.

## Получение
Оксид свинца существует в двух изотропных модификациях с точкой перехода около 489°C; ниже этой температуры устойчива красная тетрагональная α-модификация (глёт), а выше — жёлтая ромбическая β-форма (массикот). При стандартных условиях жёлтая модификация на свету медленно переходит в красную.:885 При неярком освещении массикот метастабилен. Путём контролируемого нагревания и охлаждения оксид свинца можно перевести из массикота в глёт и обратно, эта реакция многократно обратима.
Кроме того, в природе встречаются минералы с одинаковой формулой PbO, соответствующие обоим модификациям оксида свинца. Они носят такие же названия: свинцовый глёт и массикот.
- Пропуская воздух через расплавленный свинец:

{\displaystyle {\mathsf {2Pb+O_{2}\ {\xrightarrow {600^{o}C}}\ 2PbO}}}
Эта реакция лежит в основе купелирования, побочным продуктом которого является оксид свинца (II).
- Нагревание гидроксида свинца:

{\displaystyle {\mathsf {Pb(OH)_{2}\ {\xrightarrow {100-145^{o}C}}\ PbO+H_{2}O}}}
- Нагревание карбоната свинца:

{\displaystyle {\mathsf {PbCO_{3}\ {\xrightarrow {315^{o}C}}\ PbO+CO_{2}}}}
- Разложение нитрата свинца:

{\displaystyle {\mathsf {2Pb(NO_{3})_{2}\ {\xrightarrow {200-470^{o}C}}\ 2PbO+4NO_{2}+O_{2}}}}
- Разложение диоксида свинца:

{\displaystyle {\mathsf {2PbO_{2}\ {\xrightarrow {600^{o}C}}\ 2PbO+O_{2}}}}
- Окисление сульфида свинца:

{\displaystyle {\mathsf {2PbS+3O_{2}\ {\xrightarrow {1200^{o}C}}\ 2PbO+2SO_{2}}}}
- Самораспространяющееся (в режиме горения) обменное взаимодействие между некоторыми солями свинца и пероксидами щелочных металлов, например, с сульфатом свинца[2]:

{\displaystyle {\mathsf {2PbSO_{4}+2Na_{2}O_{2}\ \xrightarrow {260^{o}C} \ 2PbO+2Na_{2}SO_{4}+O_{2}}}}

## Физические свойства
Оксид свинца(II) образует кристаллы двух модификаций:
- α-модификация, свинцовый глёт, устойчивый до температуры 489°С, красные кристаллы тетрагональной сингонии, пространственная группа P 4/nmm, параметры ячейки a = 0,396 нм, c = 0,500 нм, Z = 4.

- β-модификация, массикот, устойчивый при температуре выше 489°С, при комнатной температуре метастабилен, жёлтые кристаллы ромбической сингонии, пространственная группа P bcm, параметры ячейки a = 0,5492 нм, b = 0,4497 нм, c = 0,5891 нм, Z = 4.

Диамагнитен, обладает полупроводниковыми свойствами, тип проводимости зависит от состава.

## Химические свойства
- Проявляет амфотерные свойства, реагирует с кислотами:

{\displaystyle {\mathsf {PbO+2HCl\ {\xrightarrow {}}\ PbCl_{2}+H_{2}O}}}
- и щелочами:

{\displaystyle {\mathsf {PbO+2NaOH\ {\xrightarrow {400^{o}C}}\ Na_{2}PbO_{2}+H_{2}O}}}
- Во влажном состоянии поглощает углекислоту с образованием основной соли:

{\displaystyle {\mathsf {2PbO+CO_{2}+H_{2}O\ {\xrightarrow {}}\ Pb_{2}(OH)_{2}CO_{3}}}}
- Окисляется кислородом до свинцового сурика:

{\displaystyle {\mathsf {6PbO+O_{2}\ {\xrightarrow {445-480^{o}C}}\ 2Pb_{3}O_{4}}}}
- Бромом в водной суспензии окисляется до диоксида свинца:

{\displaystyle {\mathsf {PbO+Br_{2}+H_{2}O\ {\xrightarrow {}}\ PbO_{2}+2HBr}}}
- Восстанавливается до металлического свинца водородом, оксидом углерода, алюминием (со взрывом):

{\displaystyle {\mathsf {PbO+H_{2}\ {\xrightarrow {200-350^{o}C}}\ Pb+H_{2}O}}}
{\displaystyle {\mathsf {PbO+CO\ {\xrightarrow {300-400^{o}C}}\ Pb+CO_{2}}}}
{\displaystyle {\mathsf {3PbO+2Al\ {\xrightarrow {T}}\ 3Pb+Al_{2}O_{3}}}}

## Применение
- В производстве сурика и других соединений свинца.
- Как компонент свинцово-кислотных аккумуляторов[источник не указан 2272 дня].
- В производстве свинцовых стёкол (хрусталь, флинтглас) и глазурей.
- При производстве олиф (сиккатив).

Как и многие другие соединения свинца, оксид свинца(II) PbO в больших дозах очень токсичен.

## Физиологическое действие
Оксид свинца(II) PbO весьма ядовит, как и многие другие соединения этого тяжёлого металла. Относится ко 2-му классу опасности (высокоопасное).